# Червоноградская агломерация
Червоногра́дская агломера́ция (укр. Червоноградська агломерація) — городская агломерация во Львовской области Украины с центром в городе Шептицкий.

## Географическое положение
Агломерация расположена вдоль Западного Буга. Имеет выгодную транспортную доступность, является центром добычи угля. Агломерацию обслуживает Львовский международный аэропорт.

## Состав
- Шептицкий район

## Статистика
По состоянию на 2001 год:
- Численность населения — 211,9 тыс. чел.
- Площадь — 2296 км².
- Плотность населения — 92,3 чел/кв.км.